# Alfred Cauchie
Pour les articles homonymes, voir Cauchie.
Le chanoine Alfred Henri Joseph Cauchie (né à Haulchin, le 26 octobre 1860 ; mort accidentellement à Rome, le 10 février 1922) est un historien belge, professeur à l'Université catholique de Louvain (UCL).

## Biographie
De 1874 à 1880, Alfred Cauchie accomplit ses études secondaires au petit séminaire de Bonne-Espérance, à Vellereille-les-Brayeux. Il y poursuit ensuite deux années de philosophie préparatoires au grand séminaire. Il est ordonné prêtre en 1885. L'année suivante, l'évêque de Tournai l'envoie à l'UCL pour y étudier l'histoire. En 1888, Cauchie y termine avec fruit une licence en sciences morales et historiques.
Après avoir été envoyé en mission aux Archives vaticanes, il obtient le titre de docteur en sciences morales et historiques de l'UCL en 1891. Il devient rapidement titulaire des cours d'heuristique, de critique historique et d'histoire ecclésiastique dans cette même université. En 1896, il regroupe tous les cours pratiques d'histoire, de théologie et droit canonique en un « séminaire historique » unique, dans le but d'assurer une formation solide à ses étudiants historiens et de les encourager au travail personnel. En 1898, il devient chanoine honoraire de la cathédrale Notre-Dame de Tournai. En 1900, il fonde la Revue d'histoire ecclésiastique, publication internationale couvrant toute l'histoire du christianisme et encore publiée de nos jours.
Cauchie songe également à la création d'un Institut historique belge à Rome. Celui-ci est fondé en 1902 par Dom Ursmer Berlière, moine de l'Abbaye de Maredsous. Cauchie en sera le directeur de 1918 à 1922.
Le 9 février 1922 au soir, alors qu'il traverse une rue de Rome, Alfred Cauchie est violemment renversé par un cheval tirant un brancard. Transporté à l'hôpital, il y décède le lendemain. Ses funérailles ont lieu à l'église Saint-Julien-des-Belges le 13 février.

## Publications
- Alfred Cauchie, La Querelle des investitures dans les diocèses de Liège et de Cambrai, vol. 1 : Les réformes grégoriennes et les agitations réactionnaires (1075-1092), Louvain, Peeters, coll. « Université de Louvain. Recueil de travaux publiés par les membres de la conférence d'histoire » (no 2), 1890, XCII - 124 p.
- Alfred Cauchie, La Querelle des investitures dans les diocèses de Liège et de Cambrai, vol. 2 : Le Schisme (1092-1107), Louvain, Peeters, coll. « Université de Louvain. Recueil de travaux publiés par les membres de la conférence d'histoire » (no 4), 1891, 218 p.
- Alfred Cauchie, Les desseins politiques de Léon X à son avènement et la mission de Laurentio Campeggi en Flandre en 1513, Bruxelles, Hayez, 1891, 23 p. (lire en ligne)
- Alfred Cauchie, Deux épisodes de la lutte de François Ier avec Charles-Quint en 1543, Bruxelles, Hayez, 1891, 18 p. (lire en ligne)
- Alfred Cauchie, La constitution de Louvain au Moyen Âge, Louvain, Peeters, 1892, 10 p. (lire en ligne)
- Alfred Cauchie, La grande procession de Tournai, Louvain, Peeters, 1892, 122 p. (lire en ligne)
- Alfred Cauchie, Mission aux archives vaticanes : Rapport à M. le ministre de l'Intérieur et de l'Instruction publique, Bruxelles, Hayez, coll. « Université de Louvain. Recueil de travaux publiés par les membres des conférences d'histoire et de philologie » (no 1), 1892, 181 p. (lire en ligne)
- Alfred Cauchie, Notes sur quelques sources manuscrites de l'histoire belge à Rome, Bruxelles, Hayez, 1892, 48 p. (lire en ligne)
- Alfred Cauchie, Le Maréchal Antoniotto de Botta-Adorno et ses papiers d'état, Bruxelles, Polleunis et Ceuterick, 1895, 32 p. (lire en ligne)
- Alfred Cauchie, De la création d'une école belge à Rome, Tournai, Casterman, 1896, 72 p. (lire en ligne)
- Alphonse Bayot et Alfred Cauchie, Les chroniques brabançonnes, Bruxelles, Kiessling, 1900, 62 p. (lire en ligne)
- Alfred Cauchie, La chronique de Saint-Hubert dite Cantatorium, le livre second des Miracula Sancti Huberti et la Vita Theodorici abbatis Andaginensis : Observations sur l'attribution de ces trois œuvres à Lambert le Jeune, moine de Saint-Hubert, Bruxelles, Kiessling, 1901, 86 p. (lire en ligne)
- Alfred Cauchie, Les Universités d'autrefois : Paris et Bologne aux premiers temps de leur existence, Louvain, Polleunis et Ceuterick, 1902, 23 p. (lire en ligne)
- Alfred Cauchie, L'extension de la juridiction du nonce de Bruxelles aux duchés de Limbourg et de Luxembourg en 1781, Bruxelles, Kiessling, 1903, 19 p. (lire en ligne)
- Alfred Cauchie et R. Maere, Les instructions générales aux nonces des Pays-Bas espagnols (1596-1635), Louvain, Bureau de la Revue, 1904, 33 p. (lire en ligne)
- Alfred Cauchie, L'organisation de missions scientifiques en vue de répertoriser à l'étranger les documents diplomatiques relatifs à l'histoire de la Belgique : Rapport présenté à la Commission royale d'histoire, Bruxelles, Weissenbruch, 1904, 24 p. (lire en ligne)
- Alfred Cauchie, Notes sur l'Église et l'État d'après les écrits politiques (800-1122), Louvain, Bureaux de la Revue, 1904, 25 p. (lire en ligne)
- Alfred Cauchie, « Inventaires des archives de Marguerite de Parme, dressés après la mort de cette princesse, précédés d'une liste d'anciens inventaires d'archives et de joyaux conservés aux archives farnésiennes à Naples », Bulletin de la Commission royale d'histoire,‎ 1907, p. 61-135 (lire en ligne).
- Alfred Cauchie, Une nouvelle lettre de Daniel di Bomalès à Francesco di Marchi concernant les troubles des Pays-Bas (1567), Louvain, Bureau des analectes, 1907, 9 p. (lire en ligne)
- (en) Alfred Cauchie, The teaching of history at the University of Louvain, Baltimore, Furst, 1907, 46 p. (lire en ligne)
- Alfred Cauchie, « Les assemblées du clergé de France sous l'Ancien Régime : Matériaux et origines », Revue des sciences philosophiques et théologiques,‎ janvier 1908 (lire en ligne)
- Alfred Cauchie, Lettre de Frédéric, archevêque de Cologne, à Albéron Ier, évêque de Liège, concernant l'établissement des Prémontrés, Louvain, Bureau des analectes, 1909, 8 p. (lire en ligne)
- Alfred Cauchie et Léon van der Essen, « Les sources de l'histoire nationale conservées à l'étranger dans les archives privées », Bulletin de la Commission royale d'histoire,‎ 1909, p. 45-102 (lire en ligne).
- Alfred Cauchie, Inventaires sommaires des archives de l'État en Belgique, Louvain, Bureau des analectes, 1910, 7 p. (lire en ligne)
- Alfred Cauchie, Bellarmin et l'université de Louvain d'après un livre récent, Louvain, Bureau des analectes, 1911, 17 p. (lire en ligne)
- Alfred Cauchie, « Le comte L. C. M. de Barbiano di Belgiojoso et ses papiers d'État conservés à Milan : Contribution à l'histoire des réformes de Joseph II en Belgique », Bulletin de la Commission royale d'histoire,‎ 1912, p. 147-332 (lire en ligne).
- Alfred Cauchie, Un demi-siècle d'enseignement historique à l'université de Louvain, Louvain, Van Linthout, 1914, 30 p. (lire en ligne)
- Alfred Cauchie, Godefroid Kurth (1847-1916) : Le patriote, le chrétien, l'historien, Bruxelles, La lecture au foyer, 1922, 142 p. (lire en ligne)